# Osmery
Osmery ist eine französische Gemeinde mit 273 Einwohnern (Stand: 1. Januar 2022) im Cher in der Region Centre-Val de Loire; sie gehört zum Saint-Amand-Montrond und ist Mitglied im Gemeindeverband Communauté de communes Le Dunois.

## Gemeindegliederung

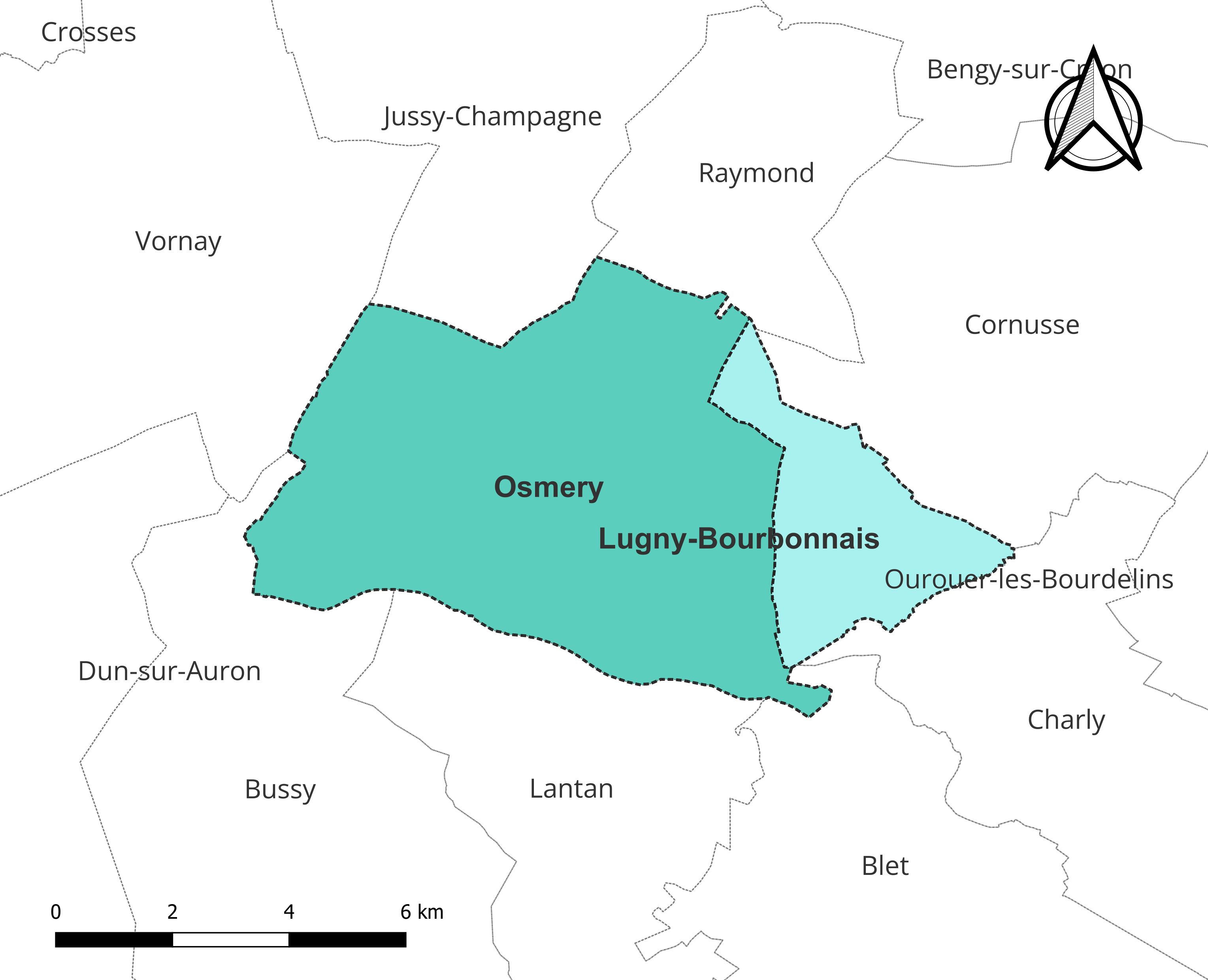
Gemeindegliederung

Sie entstand mit Wirkung zum 1. Januar 2024 als Commune nouvelle durch Zusammenlegung der bis dahin selbstständigen Gemeinden Osmery und Lugny-Bourbonnais, die allerdings fortan keine Communes déléguées sind. Der Verwaltungssitz befindet sich in Osmery.
| Ortsteil                 | Ehemaliger INSEE-Code | PLZ   | Fläche (km²) | Einwohnerzahl (2021) |
| ------------------------ | --------------------- | ----- | ------------ | -------------------- |
| Osmery (Verwaltungssitz) | 18173                 | 18130 | 21,27        | 238                  |
| Lugny-Bourbonnais        | 18131                 | 18350 | 05,33        | 034                  |

## Geografie
Osmery liegt etwa 25 Kilometer südöstlich von Bourges und etwa 26 Kilometer nordwestlich von Saint-Amand-Montrond. Der Fluss Airin, ein Nebenfluss der Yèvre, durchquert das Gebiet der Gemeinde von Ost nach West. Zeitweise trockenfallende Bäche wie der Ruisseau de la Bertoire, der Billons, der Ervaux oder der Ruisseau de Blet entwässern ebenfalls das Gemeindegebiet und münden in den Airin.
Umgeben wird Osmery von den acht Nachbargemeinden:
| Vornay | Jussy-Champagne Raymond                     | Cornusse |
|        | Kompassrose, die auf Nachbargemeinden zeigt | Charly   |
| Bussy  | Lantan                                      | Blet     |

## Sehenswürdigkeiten
| Name                  | Ort               | Bemerkungen                                                      | Bild |
| --------------------- | ----------------- | ---------------------------------------------------------------- | ---- |
| Kirche Saint-Julien   | Osmery            | 12. Jahrhundert, seit 1932 als Monument historique klassifiziert |      |
| Kapelle Sainte-Claire | Lugny-Bourbonnais | 19. Jahrhundert                                                  |      |

## Bildung
Die Gemeinde verfügt über eine öffentliche Vor- und Grundschule (École primaire).

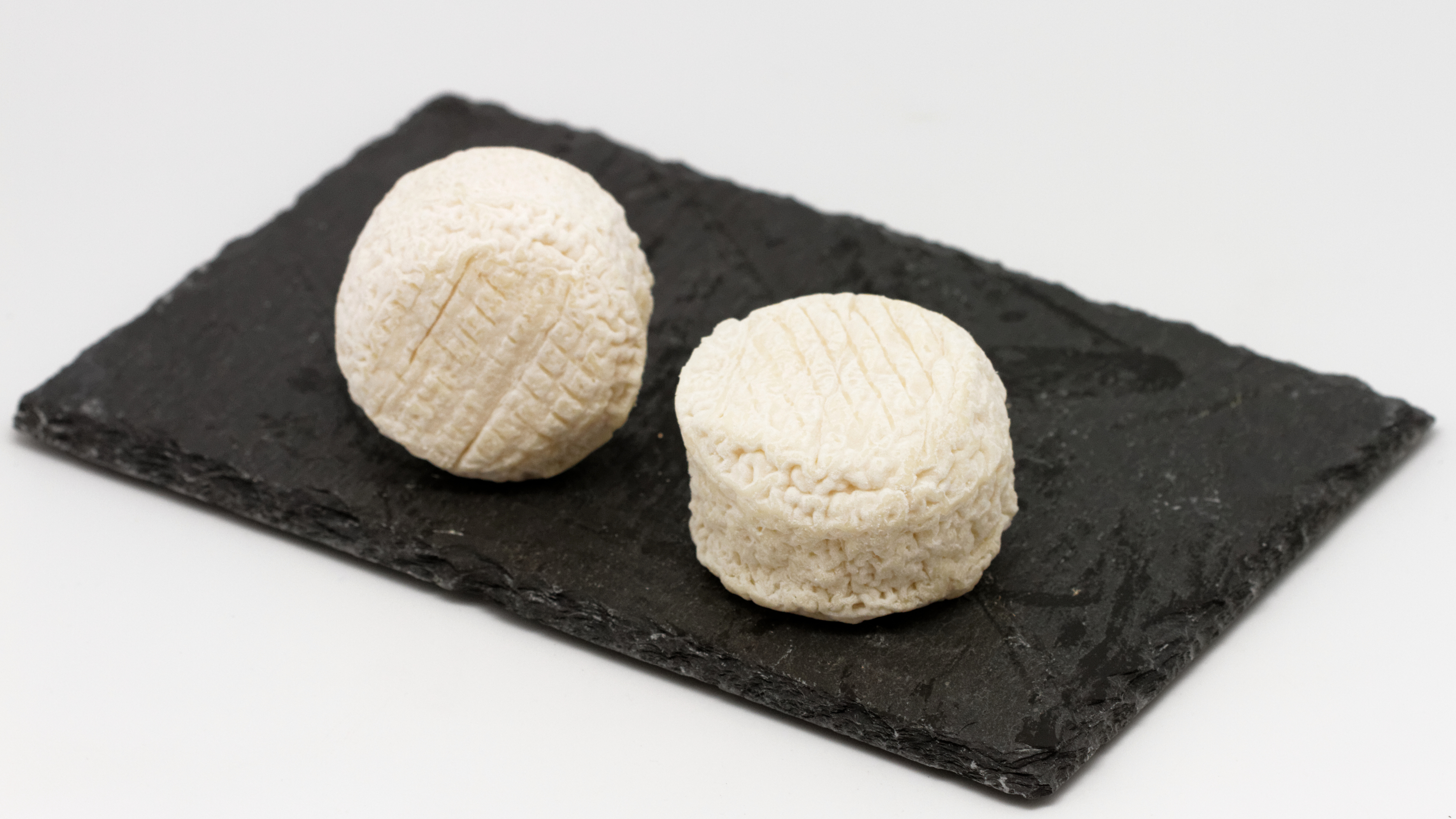
Crottin de Chavignol

## Wirtschaft
Osmery liegt in der Zone AOC des Chavignols, einem Weichkäse aus Ziegenmilch.

## Verkehr
Die Route départementale 2076 streift das südliche Gemeindegebiet in Ostwestrichtung und verbindet es mit Bourges und über Sancoins mit der Route nationale 7. Weitere regionale Straßenverbindungen bestehen mit den anderen Nachbargemeinden.

## Persönlichkeiten
- Émile Diot (1912–1940), Radrennfahrer